# Broken-Windows-Theorie

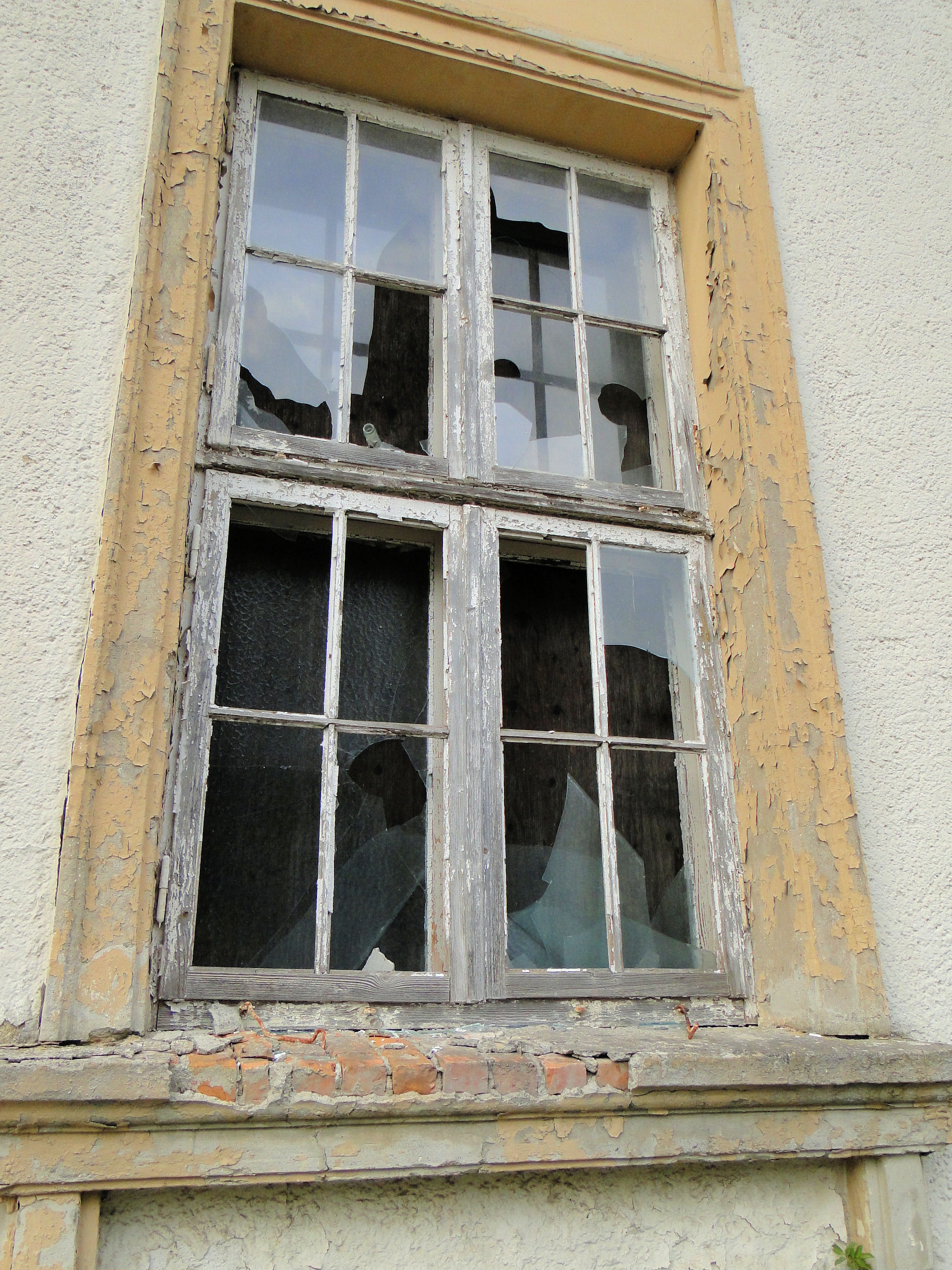
Zerbrochenes Fenster

Laut Broken-Windows-Theorie (englisch für Theorie der zerbrochenen Fenster) besteht ein Zusammenhang zwischen dem Verfall von Stadtgebieten und Kriminalität. Die US-amerikanischen Sozialforscher James Q. Wilson und George L. Kelling illustrierten diese Theorie mit der Aussage, dass eine zerbrochene Fensterscheibe schnell repariert werden müsse, damit weitere Zerstörungen im Stadtteil und damit vermehrte Delinquenz verhindert werden kann.
Die Theorie bildet das Fundament der polizeilichen Nulltoleranzstrategie, die zuerst und öffentlichkeitswirksam als New Yorker Modell unter Bill Bratton praktiziert wurde.

## Theoretischer Hintergrund
Kelling und Wilson veröffentlichten im Jahr 1982 in der Zeitschrift „The Atlantic Monthly“ ihr Broken-Windows-Konzept. Ihre Theoriekonstruktion steht im Zusammenhang älterer kriminalgeographischer Annahmen der Chicagoer Schule und basiert auf einem sozialpsychologischen Experiment von Philip Zimbardo.
Bereits Soziologen der Chicagoer Schule hatten Besonderheiten des Aufenthalts- und Aktionsgebiets von Straftätern in Großstädten ermittelt. Frederic Milton Thrasher bezeichnete solche Gebiete als gangland, Clifford R. Shaw und Henry D. McKay nannten sie delinquency areas. Thrasher beobachtete die Aufenthalts- und Aktionsgebiete von 1313 Chicagoer Gangs, und erkannte, dass es spezielle Gegenden am Rande der City gab (Schienengelände, Fabrikzonen usw.), in denen das Chicagoer Bandenwesen hauptsächlich gedieh. Shaw und McKay ermittelten in Chicago, Philadelphia, Boston, Cincinnati, Cleveland und Richmond, dass die delinquency areas jeweils in vernachlässigten Stadtteilen (Abbruchhäuser, Sanierungsgebiete) lagen, deren Bewohner arbeitslos, arm und bedürftig waren. In solchen Wohngebieten lösten sich die gesellschaftlichen Bindungen auf, der Widerstand gegen kriminelles Verhalten sank. Dabei fiel auf, dass die Delinquenzbelastung solcher Stadtteile unabhängig von der ethnischen Zusammensetzung der Bewohner zu sein schien.
Philip Zimbardo untersuchte in den 1960er-Jahren experimentell Vandalisierungsverläufe an abgestellten Autos. Er stellte einen älteren PKW mit abmontierten Kennzeichen und geöffneter Motorhaube in der New Yorker Bronx ab. Bereits nach zehn Minuten wurde von Passanten begonnen, das Auto auszuschlachten. Nach einem Tag waren alle verwertbaren Teile entfernt. Und einige Stunden später begann die sinnlose Verwüstung des Wracks. In einem zweiten Versuch stellte Zimbardo ein ähnlich präpariertes Auto in Palo Alto ab. Es geschah nichts, nur ein besorgter Passant schloss die offenstehende Motorhaube. Daraus folgte für Zimbardo, dass Vorbeschädigungen eines Tatobjekts Diebstahl und weitere Vandalismen nach sich ziehen, das jedoch nur, wenn das soziale Umfeld bereits Schäden aufweist, also in den verwahrlosten Teilen der Städte.

## Broken-Windows-Argumentation
Wilson und Kelling argumentieren: Wird eine zerbrochene Fensterscheibe nicht schnell repariert, sind im Haus bald alle Scheiben zerbrochen. Wird in einem Stadtviertel nichts gegen Verfall und Unordnung, Vandalismus, Graffiti, aggressives Betteln, herumliegenden Müll, öffentliches Urinieren, dröhnende Musik, Prostitution, Alkoholiker (die ihren Rausch ausschlafen), Drogenabhängige (die sich Spritzen setzen), trinkende und aggressiv-pöbelnde Gangs von Jugendlichen an Straßenecken, Drogenverkauf und dergleichen unternommen, wird das zum Indiz dafür, dass sich niemand um diese Straße oder dieses Stadtviertel kümmert und es außer Kontrolle geraten ist. Daraufhin ziehen sich die Menschen auf ihren engsten Kreis zurück; das Gebiet, für das sie sich verantwortlich fühlen, reduziert sich auf die eigene Wohnung. Damit unterliegt dann der öffentliche Raum nicht mehr der informellen nachbarschaftlichen Überwachung von Kindern und Jugendlichen sowie verdächtigen Fremden. Wer es sich leisten kann, zieht weg. Häufig wechselnde Bewohner, deren Miete vom Sozialamt bezahlt wird, ziehen zu. Der Drogenhandel etabliert sich. Unter den Nachbarn entstehen Misstrauen und die Überzeugung, dass in bedrohlichen Situationen niemand zur Hilfe käme. Diese Überzeugungen wachsen sich dann zur Verbrechensangst aus. Die räumliche und soziale Verwahrlosung sind damit Symptome für den Zusammenbruch grundlegender Standards des zwischenmenschlichen Verhaltens. Das gilt nicht nur für Wohnbezirke, sondern auch für öffentliche Räume wie die U-Bahn.
Zeichen mangelnder sozialer Kontrolle, wie verfallende Gebäude, verlassene Grundstücke, beschmierte Wände, herumliegender Müll, zerbrochene Straßenlaternen, herumstehende Autowracks (zusammengefasst als physical disorder) sowie herumlungernde Gruppen, Obdachlose, aggressive Bettelei, eine öffentliche Drogenszene (zusammengefasst als social disorder), locken Straftäter an, was wiederum die Kriminalitätsfurcht der Bürger verstärkt. Dem sei durch eine Erhöhung der Entdeckungswahrscheinlichkeit entgegenzuwirken und durch die Wiederherstellung der sozialen Kontrolle, wodurch die kriminellen Verhaltensweisen nicht länger als profitabel erscheinen.

## Psychologische Sichtweise
In der Psychologie (genauer: Community Psychology) beschreibt der englische Begriff Incivilities bauliche oder soziale Zustände, die von Verwahrlosung und Desorganisiertheit zeugen, wie etwa zerbrochene Fenster oder öffentlicher Drogenkonsum. Incivilities zeigten einen Zusammenhang mit der Kriminalitätsfurcht bestimmter Bevölkerungsgruppen wie beispielsweise Frauen oder ältere Menschen.

## Kritik
Joachim Häfele geht in Anlehnung an Dietrich Oberwittler davon aus, dass es sich bei dem vielfach bestätigten Zusammenhang zwischen subjektiver Wahrnehmung und Kriminalitätsfurcht mit hoher Wahrscheinlichkeit um eine Paradoxe Beziehung handelt, d. h. Menschen, die eine höhere Kriminalitätsfurcht berichten, nehmen typischerweise auch mehr Soziale Probleme in ihrem Stadtteil wahr und problematisieren diese auch stärker als Menschen, die von weniger Furcht vor Kriminalität berichten. Für systematisch erhobene physische und soziale Unordnungserscheinungen konnte Joachim Häfele keine Effekte, weder auf die Wahrnehmung von Gefahren noch auf kriminalitätsbezogene Unsicherheitsgefühle (Kriminalitätsfurcht) nachweisen.
Karl-Ludwig Kunz bemängelt die theoretische Schwäche der mit Broken Windows bezeichneten Problemspirale. Es würden nur Symptome geschildert, ohne die Ursachen zu ergründen, wie: Spekulation auf die Verelendung bestimmter Stadtgebiete, die Mängellagen der unerwünschten Zuzügler, ihre soziale Desintegration und Diskriminierung.
Eine Meta-Analyse von 30 Studien kam 2015 zu dem Schluss, dass Polizeimaßnahmen zur Eindämmung von Unordnung nur dann erfolgreich sind, wenn diese kooperativ und lösungsorientiert sind. Der Null-Toleranz-Ansatz und strenges Durchgreifen gegen einzelne Gruppen habe hingegen wenig Erfolg.